# Club africain (rugby à XV)
Le Club africain est un club tunisien de rugby à XV basé à Tunis. Fondé en 1974, il est dissous en 1988.

## Histoire
Azzouz Lasram décide en 1974 de créer une section de rugby au sein du Club africain qui est à l'époque composée de joueurs français et tunisiens. Dès sa première saison en première division, l'équipe atteint la finale du championnat qu'elle remporte contre l'Association sportive militaire de Tunis sur le score de 13 à 4, équipe qu'elle bat à nouveau à l'occasion de la finale de la coupe de Tunisie en 1977. Elle remporte ses derniers titres en 1988, avec le championnat ainsi que la coupe face à l'Espérance sportive de Tunis sur le score de 13 à 3.

## Responsables
- 1974-1977 : Fayçal Chérichi
- 1978-1979 : Belkhadhi[Qui ?]
- 1979-1981 : Ismaïel Zarrouk
- 1981-1984 : Rached Aloui
- 1984-1986 : Noureddine Karoui

## Joueurs emblématiques
- Med Faouzi Ayari
- Med Lassâad Bedaoui
- Arbi Béji
- Omrane Ben Moussa
- Sofiène Chaâri[2]
- Moncef Cheniour
- Ridha Chitta
- Claude Decuyer
- Lamine Dridi
- Nabil Jaha
- Pierre Jourdan
- Noureddine Karoui
- Jacques Lebois
- Zahi Mechregui
- Jean-Pierre Pradier
- Mohamed Ridha Rekik
- Michel Bourdoncle
- Henri Sandoux
- Armel Damdja Tankeu
- Kamel Taouache
- Med Ali Turki

## Palmarès
- Championnat de Tunisie (7) :
  - Vainqueur : 1975, 1981, 1982, 1983, 1984, 1985, 1987
- Coupe de Tunisie (6) :
  - Vainqueur : 1977, 1981, 1985, 1986, 1987, 1988